# Nigel Reo-Coker

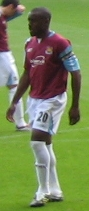
Nigel Reo-Coker

Nigel Shola Andre Reo-Coker (n. 14 mai, 1984 în Londra, Anglia) este un jucător englez de fotbal care evoluează pe postul de mijlocaș pentru clubul Vancouver Whitecaps FC. Reo-Coker și-a început cariera la Wimbledon în 2002, a fost transferat la West Ham United în 2004, apoi achiziționat de Villa în 2007.